# Erzsébet (Újszövetség)
Erzsébet a keresztény Biblia újszövetségi részének szereplője. Áron leszármazottja, Zakariás felesége, Keresztelő Szent János anyja, Szűz Mária rokona, valószínűleg nagynénje.

## Története
Lukács evangéliuma szerint Erzsébet és férje „igazak voltak az Isten előtt, szentül éltek, az Úr parancsai és rendelkezései szerint”, de gyermekük nem volt. Erzsébetnek csak idős korában született gyermeke, akinek érkezését Gábriel arkangyal adta tudtára férjének, hozzátéve hogy a születendő János a Megváltó előfutára lesz.
Erzsébetet áldott állapotának 6. hónapjában meglátogatta Mária, amit a római katolikus egyház május 31-én ünnepel (Magyarországon Sarlós Boldogasszony néven július 2-án). Amikor találkoztak, János repesett méhében, ezt a hagyomány úgy értelmezi, hogy köszöntötte Urát. Erzsébet örömében így kiáltott: „Áldott vagy az asszonyok között, és áldott a te méhed gyümölcse!” A mondat bekerült az Üdvözlégy imádságba is. Mária ezáltal bizonyosodott meg az angyali üdvözletben kapott ígéret igazságáról.
Három hónap múlva megszületett János, ezután Erzsébetről nincs adatunk.

## Ábrázolása
Általában a „Mária látogatása Erzsébetnél” és a „Nagyszentcsalád” képeken látható. Gyakran ölében a kis Keresztelő Jánossal és a lábánál báránnyal ábrázolják. Kassán, a Szent Erzsébet-dóm főoltárán a Madonnával és Árpád-házi Szent Erzsébettel együtt látható. Magányosan, legtöbbször fejkendővel, köpenyben, idős asszonyként mutatják.
Ünnepét a katolikus egyházban november 5-én tartják.